# Xeranoplium peninsulare
Xeranoplium peninsulare là một loài bọ cánh cứng trong họ Cerambycidae.